# Skrea kyrka
Skrea kyrka är en kyrkobyggnad som tillhör Skrea församling i Göteborgs stift. Den ligger i Skrea, Falkenbergs kommun.

## Historia
Den första kyrkan på platsen var uppförd i gråsten och sannolikt av medeltida ursprung. Den hade en romansk planform och bestod av ett rektangulärt långhus och ett smalare rakt avslutat kor med vapenhuset i söder och ett trätorn i väster. År 1797 förlängdes kyrkan österut och det gamla koret revs. Då dagens kyrkobyggnad uppfördes revs den gamla kyrkan. Spår av grundstensättningen och ett korgolv av tegel finns kvar i sydvästra hörnet av kyrkogården. 

## Kyrkobyggnaden
Dagens stenkyrka uppfördes 1855-1856 av byggmästare från Sandhults socken i nyklassicistisk stil efter ritningar av Johan Fredrik Åbom vid Överintendentsämbetet. Byggnaden består av rektangulärt långhus med tresidigt avslutat kor i öster och torn i väster. Ingång finns i väster och går via tornets bottenvåning. Ytterligare ingångar finns mitt på långhusets nord- och sydsida.
Exteriören är välbevarad och typisk för byggnadstiden. Murarna av gråsten är vitputsade såväl ut- som invändigt och genombryts av rundbågiga fönsteröppningar. Kring hela kyrkan löper ett kraftigt entablement som är förkroppat vid hörnen. Tornet är dekorerat med hönlisener och tandsnittsornamentik och avslutas uppåt med en åttakantig kopparbeslagen lanternin med kort spira. Långhusets tak liksom torntakets nedre del täcks av skiffer. Vid en omfattande renovering 1908-1909 kläddes lanterninen och tornspiran med kopparplåt.
Det ljusa kyrkorummet täcks av ett tunnvalv av trä med dekormålningar från början av 1900-talet, som togs fram och återställdes 1971. Högaltaret står mot en träskärm som avdelar bakomliggande sakristia. Under läktaren tillbyggdes 1971 rum för församlingsverksamheten.

## Inventarier

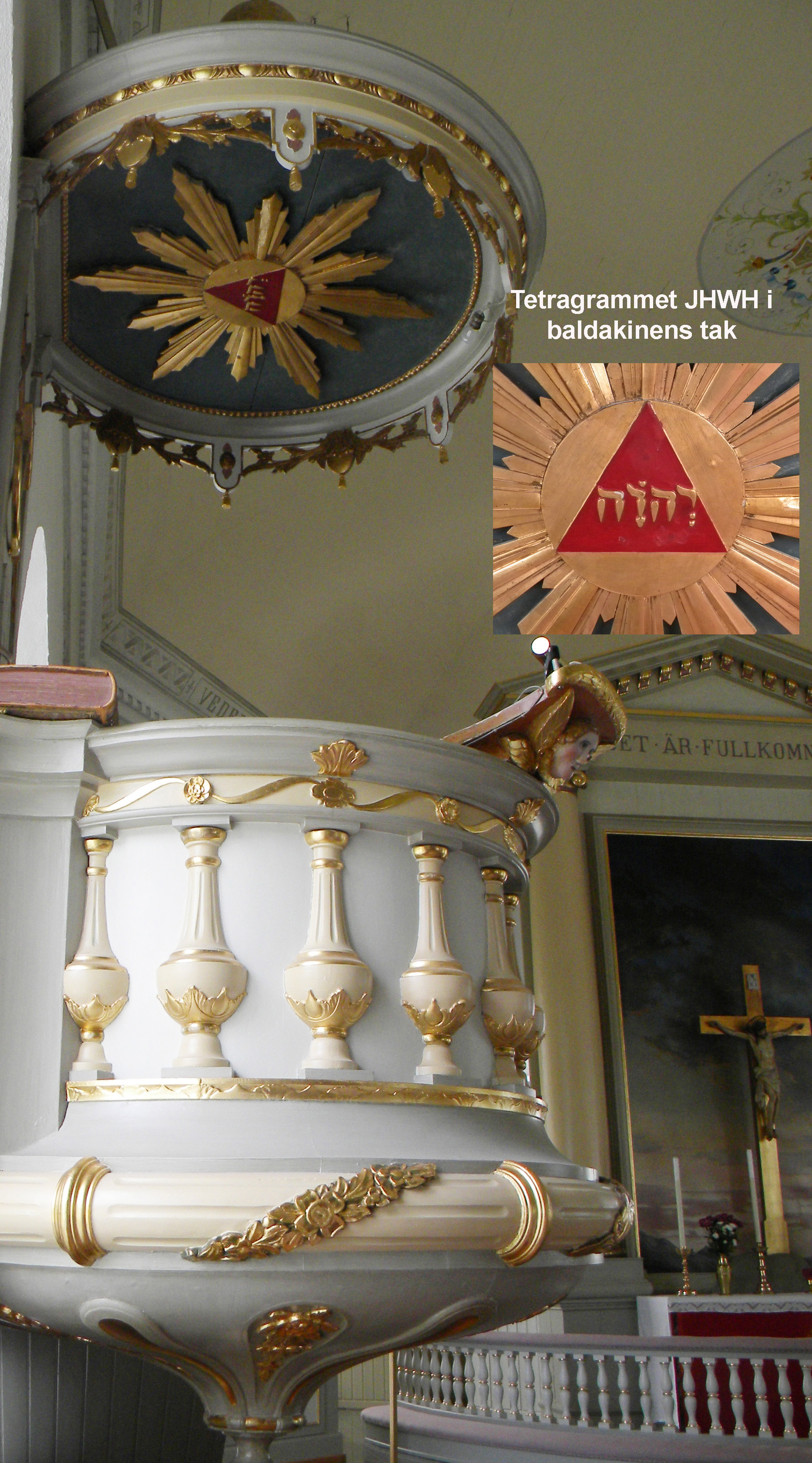
Predikstolen

- En dopfunt av malm är daterad till 1587 och har inskriptionen: Sit Domini benedictum. Den vilar på en medeltida fot av gotländsk kalksten, som endast är delvis bevarad.[1]
- Dopfatet är i mässing med bild av Jesu dop från 1707.
- Nuvarande predikstol i nyklassicism är liksom altaruppsatsen med ett par kolonner som bär en trekantsgavel, tillverkade 1856 av snickaren Johannes Andersson i Mjöbäck.
- I tornet hänger två klockor, där den äldsta härstammar från omkring år 1500.

### Orglar
- Den första orgeln byggdes år 1872 Anders Victor Lundahl och hade manual I med tio stämmor, manual II med fyra stämmor och pedal med fem stämmor. Nuvarande orgel tillkom 1958 då den gamla ansågs uttjänt. Den levererades av Frederiksborg Orgelbyggeri och byggdes om 1988. Orgeln är mekanisk och har tjugo stämmor fördelade på två manualer och pedal.[2]

| Man I. Huvudverk | Man II. Bröstverk | Pedal           | Koppel |
| ---------------- | ----------------- | --------------- | ------ |
| Principal 8'     | Rörflöjt 8'       | Subbas 16'      | II/I   |
| Gedackt 8'       | Blockflöjt 4'     | Principalbas 8' | II/P   |
| Oktava 4'        | Kvintadena 4'     | Koralbas 4'     | I/P    |
| Rörflöjt 4'      | Principal 2'      | Mixtur 3 chor   |        |
| Kvint 2 2/3'     | Nasat 1 1/3'      | Fagott 16'      |        |
| Waldflöjt 2'     | Cymbel 3 chor     |                 |        |
| Mixtur 4 chor    | Regal 8'          |                 |        |
| Trumpet 8'       | Tremulant         |                 |        |

- Det finns sedan 1978 även en mekanisk orgel nära koret, tillverkad av Robert Gustavsson Orgelbyggeri, med sex stämmor.[3]